# Oliver Masucci
Oliver Masucci, född 6 december 1968 i Stuttgart, är en tysk skådespelare.
Masucci har bland annat medverkat i filmerna Fantastiska vidunder: Dumbledores hemligheter och The Palace. Han har även medverkat i TV-serien The Swarm.

## Filmografi (i urval)
- 2022 – Day Shift
- 2023 – Fantastiska vidunder: Dumbledores hemligheter
- 2023 – The Palace
- 2023 – The Swarm (TV-serie)